# سولنت
السولنت (بالإنجليزية: The Solent) هو مضيق يفصل جزيرة وايت عن بقية الأراضي الإنجليزية، وهو ممر ملاحي هام تستخدمه سفن الركاب وسفن الشحن والسفن الحربية. كما أنه يستخدم في ممارسة الرياضات المائية وخاصة سباق اليخوت.

## روابط خارجية بالإنجليزية
- Solentpedia نسخة محفوظة 4 أكتوبر 2008 على موقع واي باك مشين. A compendium of Solent information
- The Solent Forum
- Solent Rescue - Independent Lifeboat Rescue Organisation
- Solent Aggregates to Outreach نسخة محفوظة 8 فبراير 2009 على موقع واي باك مشين. A project from the Hampshire and Wight Trust for Maritime Archaeology.
- History of the major rivers of southern Britain during the Tertiary
- (near end): download tune and its score: Lost Solent River